# Nannocyrtopogon lestomyiformis
Nannocyrtopogon lestomyiformis là một loài ruồi trong họ Asilidae. Nannocyrtopogon lestomyiformis được Wilcox & Martin miêu tả năm 1936. Loài này phân bố ở vùng Tân Bắc giới.